# Strider
Strider, i Japan släppt  som Strider Hiryū (ストライダー飛竜?) är ett sidscrollande plattformsspel från 1989, utgivet till CP System som arkadspel av Capcom. Spelet blev en tidig arkadhit från Capcom, före Street Fighter II.

## Handling
Spelet utspelar sig i en dystopisk framtid år 2048, då kommunistdiktatorn "Grandmaster" tagit makten. Den unge Hiryu, medlem av en high-tech-ninja-organisation vid namn "Striders", skall stoppa Grandmaster. Hiryu inleder sitt uppdrag genom att infiltrera Grandmasters högkvarter i Kazakiska socialistiska sovjetrepubliken (Kazakiska SSR).

### Fotnoter
1. ↑  Strider Arkiverad 19 september 2015 hämtat från the Wayback Machine. på Gamefaqs
2. ↑  ”Super A Ranked Strider”. Arkiverad från originalet den 17 maj 2013. https://web.archive.org/web/20130517164112/http://arcade-gear.com/Games/Strider_Hiryu/Strider_Hiryu_Art_0-2.jpg.